# Héctor Faubel
Héctor Faubel Rojí (Llíria, 10 agosto 1983) è un pilota motociclistico spagnolo, ritiratosi dall'attività agonistica.

## Carriera

### Gli inizi
Esordisce nella classe 125 del motomondiale nel 2000, correndo due Gran Premi in qualità di wildcard a bordo di un'Aprilia, senza ottenere punti. Nel 2001 corre altri due Gran Premi, sempre come wildcard e sempre senza ottenere punti.

### Classe 250
Nel 2002 diventa pilota titolare nella classe 250, ingaggiato dal team RFME Equipo Nacional; il compagno di squadra è Raúl Jara. Ottiene come miglior risultato un decimo posto in Portogallo e termina la stagione al 23º posto con 14 punti. Nello stesso anno vince il campionato spagnolo 250. Nel 2003 passa al team Aspar Junior; il compagno di squadra è Joan Olivé. Ottiene come miglior risultato un sesto posto in Brasile e termina la stagione al 13º posto con 34 punti. Nel 2004 rimane nello stesso team, ma avendo come compagno di squadra Dirk Heidolf. Ottiene come miglior risultato un nono posto in Comunità Valenciana e termina la stagione al 17º posto con 31 punti. In questa stagione è costretto a saltare i GP di Brasile e Germania per infortunio.

### Ritorno in 125

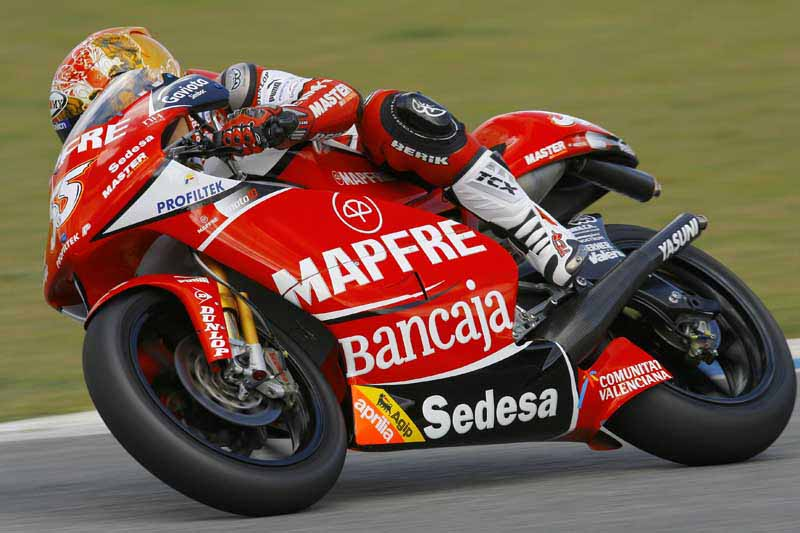
Faubel in azione, presso il Circuito di Jerez, in occasione dei test pre-stagionali per il Motomondiale 2008.

Nel 2005 retrocede in 125, ma rimanendo nello stesso team; il compagno di squadra è Sergio Gadea. Ottiene due secondi posti (Portogallo e Olanda) e un terzo posto in Giappone e termina la stagione al 9º posto con 113 punti. Nel 2006 rimane nello stesso team, avendo come compagni di squadra Álvaro Bautista, Mateo Túnez, Gadea e Mattia Pasini. Ottiene due vittorie (Turchia e Comunità Valenciana), due secondi posti (Catalogna e Portogallo) e un terzo posto in Malesia e termina la stagione al 3º posto con 197 punti. Nel 2007 rimane nello stesso team, avendo come compagni di squadra Gábor Talmácsi e Gadea. Ottiene cinque vittorie (Qatar, Italia, Repubblica Ceca, Portogallo e Comunità Valenciana), due secondi posti (Cina e Olanda), sei terzi posti (Spagna, Gran Bretagna, Germania, Giappone, Australia e Malesia) e due pole position (Italia e Malesia) e termina la stagione al 2º posto con 277 punti.

### 250 e Moto2
Nel 2008 torna in 250, ma rimanendo nello stesso team e avendo come compagno di squadra Bautista. Ottiene come miglior risultato un sesto posto in Comunità Valenciana e termina la stagione al 14º posto con 64 punti. Nel 2009 passa alla Honda RS250RW del team Valencia C.F. - Honda SAG, ottenendo un secondo posto in Francia e terminando la stagione al 9º posto con 105 punti. Nel 2010 passa al team Marc VDS Racing con la Suter MMX nella nuova classe Moto2, il compagno di squadra è Scott Redding. Ottiene come miglior risultato due undicesimi posti (Malesia e Portogallo) e termina la stagione al 26º posto con 18 punti.

### Ultime annate
Nel 2011 torna in 125, ingaggiato dal team dell'Aprilia Bankia Aspar; i suoi compagni di squadra sono Nicolás Terol e Adrián Martín. Ottiene una vittoria in Germania, tre terzi posti (Gran Bretagna, Giappone e Comunità Valenciana) e una pole position in Portogallo e termina la stagione al 5º posto con 177 punti. Nel 2012 rimane nello stesso team nella nuova classe Moto3, alla guida di una Kalex KTM; il compagno di squadra è Alberto Moncayo. Viene liquidato dopo il Gran Premio di San Marino e sostituito da Luca Amato. Corre in Comunità Valenciana sulla FTR M312 del team Andalucia JHK t-shirt Laglisse al posto di Moncayo, dove ottiene il miglior risultato della stagione (quinto). Ha totalizzato 63 punti. In questa stagione è costretto a saltare il Gran Premio di Indianapolis per una contusione al torace rimediata nelle qualifiche del GP.

## Risultati nel motomondiale
| 2000 | Classe | Moto    |  |  |  |    |  |  |  |  |  |  |  |  |    |  |  |  |  |  | Punti | Pos. |
| ---- | ------ | ------- |  |  |  | -- |  |  |  |  |  |  |  |  | -- |  |  |  |  |  | ----- | ---- |
| 2000 | 125    | Aprilia |  |  |  | 22 |  |  |  |  |  |  |  |  | 19 |  |  |  |  |  | 0     |      |

| 2001 | Classe | Moto    |  |  |    |  |  |  |  |  |  |  |  |     |  |  |  |  |  |  | Punti | Pos. |
| ---- | ------ | ------- |  |  | -- |  |  |  |  |  |  |  |  | --- |  |  |  |  |  |  | ----- | ---- |
| 2001 | 125    | Aprilia |  |  | 16 |  |  |  |  |  |  |  |  | Rit |  |  |  |  |  |  | 0     |      |

| 2002 | Classe | Moto    |     |     |    |    |    |    |     |    |    |     |    |    |    |     |    |    |  |  | Punti | Pos. |
| ---- | ------ | ------- | --- | --- | -- | -- | -- | -- | --- | -- | -- | --- | -- | -- | -- | --- | -- | -- |  |  | ----- | ---- |
| 2002 | 250    | Aprilia | Rit | Rit | 11 | 14 | 16 | 20 | Rit | 20 | 18 | Rit | 10 | 17 | 22 | Rit | 19 | 15 |  |  | 14    | 23º  |

| 2003 | Classe | Moto    |     |    |     |    |    |     |    |    |     |    |    |   |     |     |    |     |  |  | Punti | Pos. |
| ---- | ------ | ------- | --- | -- | --- | -- | -- | --- | -- | -- | --- | -- | -- | - | --- | --- | -- | --- |  |  | ----- | ---- |
| 2003 | 250    | Aprilia | Rit | 11 | Rit | 11 | 15 | Rit | 17 | 12 | Rit | 10 | 13 | 6 | Rit | Rit | 16 | Rit |  |  | 34    | 13º  |

| 2004 | Classe | Moto    |    |    |    |    |    |    |    |     |    |    |    |    |     |    |    |   |  |  | Punti | Pos. |
| ---- | ------ | ------- | -- | -- | -- | -- | -- | -- | -- | --- | -- | -- | -- | -- | --- | -- | -- | - |  |  | ----- | ---- |
| 2004 | 250    | Aprilia | 12 | 17 | 13 | 14 | 16 | 17 | NP | Inf | SQ | 10 | 11 | 15 | Rit | 13 | 16 | 9 |  |  | 31    | 17º  |

| 2005 | Classe | Moto    |   |   |    |     |     |     |   |    |     |     |     |   |   |   |   |     |   |  | Punti | Pos. |
| ---- | ------ | ------- | - | - | -- | --- | --- | --- | - | -- | --- | --- | --- | - | - | - | - | --- | - |  | ----- | ---- |
| 2005 | 125    | Aprilia | 7 | 2 | 15 | Rit | Rit | Rit | 2 | NE | Rit | Rit | Rit | 3 | 4 | 5 | 6 | Rit | 4 |  | 113   | 9º   |

| 2006 | Classe | Moto    |   |   |   |   |    |   |   |   |   |   |    |     |   |    |   |   |   |  | Punti | Pos. |
| ---- | ------ | ------- | - | - | - | - | -- | - | - | - | - | - | -- | --- | - | -- | - | - | - |  | ----- | ---- |
| 2006 | 125    | Aprilia | 6 | 6 | 1 | 7 | 14 | 5 | 2 | 6 | 4 | 4 | NE | Rit | 3 | 13 | 6 | 2 | 1 |  | 197   | 3º   |

| 2007 | Classe | Moto    |   |   |    |   |   |   |     |   |   |   |    |   |    |   |   |   |   |   | Punti | Pos. |
| ---- | ------ | ------- | - | - | -- | - | - | - | --- | - | - | - | -- | - | -- | - | - | - | - | - | ----- | ---- |
| 2007 | 125    | Aprilia | 1 | 3 | 10 | 2 | 6 | 1 | Rit | 3 | 2 | 3 | NE | 1 | 17 | 1 | 3 | 3 | 3 | 1 | 277   | 2º   |

| 2008 | Classe | Moto    |    |     |   |    |    |     |   |    |    |    |    |   |     |    |    |     |     |   | Punti | Pos. |
| ---- | ------ | ------- | -- | --- | - | -- | -- | --- | - | -- | -- | -- | -- | - | --- | -- | -- | --- | --- | - | ----- | ---- |
| 2008 | 250    | Aprilia | 10 | Rit | 9 | 10 | 10 | Rit | 8 | 15 | 11 | 14 | NE | 8 | Rit | AN | 11 | Rit | Rit | 6 | 64    | 14º  |

| 2009 | Classe | Moto  |    |     |    |   |   |    |   |    |   |    |    |   |   |     |   |   |     |  | Punti | Pos. |
| ---- | ------ | ----- | -- | --- | -- | - | - | -- | - | -- | - | -- | -- | - | - | --- | - | - | --- |  | ----- | ---- |
| 2009 | 250    | Honda | 11 | Rit | 14 | 2 | 8 | 10 | 8 | NE | 6 | 10 | 10 | 8 | 9 | Rit | 8 | 5 | Rit |  | 105   | 9º   |

| 2010 | Classe | Moto  |    |     |     |    |     |    |     |    |    |    |     |    |    |    |    |     |    |    | Punti | Pos. |
| ---- | ------ | ----- | -- | --- | --- | -- | --- | -- | --- | -- | -- | -- | --- | -- | -- | -- | -- | --- | -- | -- | ----- | ---- |
| 2010 | Moto2  | Suter | 22 | Rit | Rit | 12 | Rit | 25 | Rit | 25 | NE | 12 | Rit | 16 | 17 | 30 | 11 | Rit | 11 | 21 | 18    | 26º  |

| 2011 | Classe | Moto    |    |    |     |   |   |   |    |   |   |    |   |   |   |     |   |   |   |   | Punti | Pos. |
| ---- | ------ | ------- | -- | -- | --- | - | - | - | -- | - | - | -- | - | - | - | --- | - | - | - | - | ----- | ---- |
| 2011 | 125    | Aprilia | 11 | 11 | Rit | 4 | 7 | 3 | 10 | 5 | 1 | NE | 4 | 7 | 5 | Rit | 3 | 7 | 4 | 3 | 177   | 5º   |

| 2012 | Classe | Moto                  |    |   |    |     |   |    |    |   |    |    |    |    |    |  |  |  |  |   | Punti | Pos. |
| ---- | ------ | --------------------- | -- | - | -- | --- | - | -- | -- | - | -- | -- | -- | -- | -- |  |  |  |  | - | ----- | ---- |
| 2012 | Moto3  | Kalex KTM e FTR Honda | 12 | 9 | 12 | Rit | 7 | 12 | 15 | 7 | 10 | NE | NP | 11 | 13 |  |  |  |  | 5 | 63    | 16º  |

| Legenda | 1º posto        | 2º posto            | 3º posto            | A punti      | Senza punti        | Grassetto – Pole position Corsivo – Giro più veloce |
| Legenda | Gara non valida | Non qual./Non part. | Ritirato/Non class. | Squalificato | '-' Dato non disp. | Grassetto – Pole position Corsivo – Giro più veloce |